# Воктым
Воктым (устар. Вуктым, Вонтым) — река в России, протекает по Республике Коми. Устье реки находится в 343 км от устья Сысолы по левому берегу. Длина реки составляет 64 км.
Берёт начало из озера Большой Воктым на высоте 105,9 м.

## Притоки
(указано расстояние от устья)
- 6 км: река Ком
- 19 км: река Возим
- 25 км: река Йир
- 40 км: река Тыл

## Данные водного реестра
По данным государственного водного реестра России относится к Двинско-Печорскому бассейновому округу, водохозяйственный участок реки — Вычегда от истока до города Сыктывкар, речной подбассейн реки — Вычегда. Речной бассейн реки — Северная Двина.
Код объекта в государственном водном реестре — 03020200112103000018792.